# سدگلی
سدگلی (به انگلیسی: Sedgley) یک شهرک در بریتانیا است که در کلان‌شهر مستقل دادلی واقع شده‌است. سدگلی ۱۲٬۰۸۷ نفر جمعیت دارد.